# Bold Ruler
Bold Ruler (6 de abril de 1954 – 11 de julio de 1971) fue un caballo de carreras purasangre Americano perteneciente al Salón de la Fama, que ganó el Preakness Stakes de 1957. Es el padre de dos otros caballos del Salón de la Fama, Secretariat y Gamely.
Bold Ruler murió de cáncer en Claiborne, en julio de 1971 y está enterrado ahí.En 1973, Fue inducido al Salón de la Fama.

## Descendencia
Luego de una corta campaña a la edad de 4 años, Bold Ruler se retira a la granja Claiborne, donde fue padre de 11 caballos actualmente campeones, incluyendo a Gamely, Ruffian y Secretariat. La madre de Secretariat es Somethingroyal.
Bold Ruler es abuelo también de Bold Forbes, Foolish Pleasure, de las hembras Ruffian y Bold 'n Determined, cómo también Spectacular Bid. Es el bis-abuelo de Seattle Slew. Fue el semental de Norteamérica por siete años entre 1963 y 1969.

## Pedigree
Bold Ruler nació el 6 de abril de 1954, por Nasrullah y Miss Disco, nieto de Nearco y Discovery, respectivamente.
Por coincidencia, él y Round Table nacieron en la misma noche en Claiborne, y los dos retornaron el mismo día para su retiro después de sus carreras deportivas.
Entrenado por Sunny Jim Fitzsimmons, y montado por el jinete Eddie Arcaro.